# Bokungu
Bokungu är ett territorium i Kongo-Kinshasa. Det ligger i provinsen Tshuapa, i den centrala delen av landet, 900 km nordost om huvudstaden Kinshasa.